# بادي إيس
بادي إيس (بالإنجليزية: Buddy Ace)‏ هو مغني أمريكي، ولد في 11 نوفمبر 1936 في جاسبر في الولايات المتحدة، وتوفي في 24 ديسمبر 1994 في واكو في الولايات المتحدة.

## وصلات خارجية
- بادي إيس على موقع ميوزك برينز (الإنجليزية)
- بادي إيس على موقع ديسكوغز (الإنجليزية)